# Lund (Nevada)
Lund é uma pequena comunidade não incorporada e região censitária, localizada no condado de White Pine.
O nome da cidade tem origem em  Anthon H. Lund.

## História
Lund foi fundada em 1898. Foi povoada na terra que o governo dos Estados Unidos deu à A Igreja de Jesus Cristo dos Santos dos Últimos Dias em lugar da terra que tinha sido confiscada através do Ato Edmunds-Tucker. 

## Demografia
A população de Lund era de 282 habitantes, segundo o censo realizado em 2010..

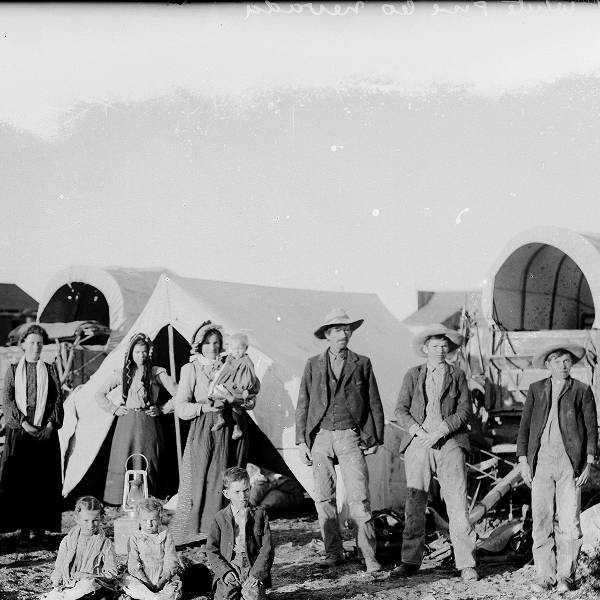
O pioneiro Joseph Smith Leavitt e família em Lund, ca. 1902